# Aegus blandus
Aegus blandus es una especie de coleóptero de la familia Lucanidae.

## Distribución geográfica
Habita en las Molucas y Nueva Guinea.